# Sør Arena
Sør Arena o en español Arena del Sur es un estadio de fútbol ubicado en la ciudad de Kristiansand, Noruega, fue inaugurado en el año 2007, tiene una capacidad para albergar a 14 300 aficionados cómodamente sentados, su equipo local es el IK Start de la Tippeligaen noruega.